# Morata de Jalón

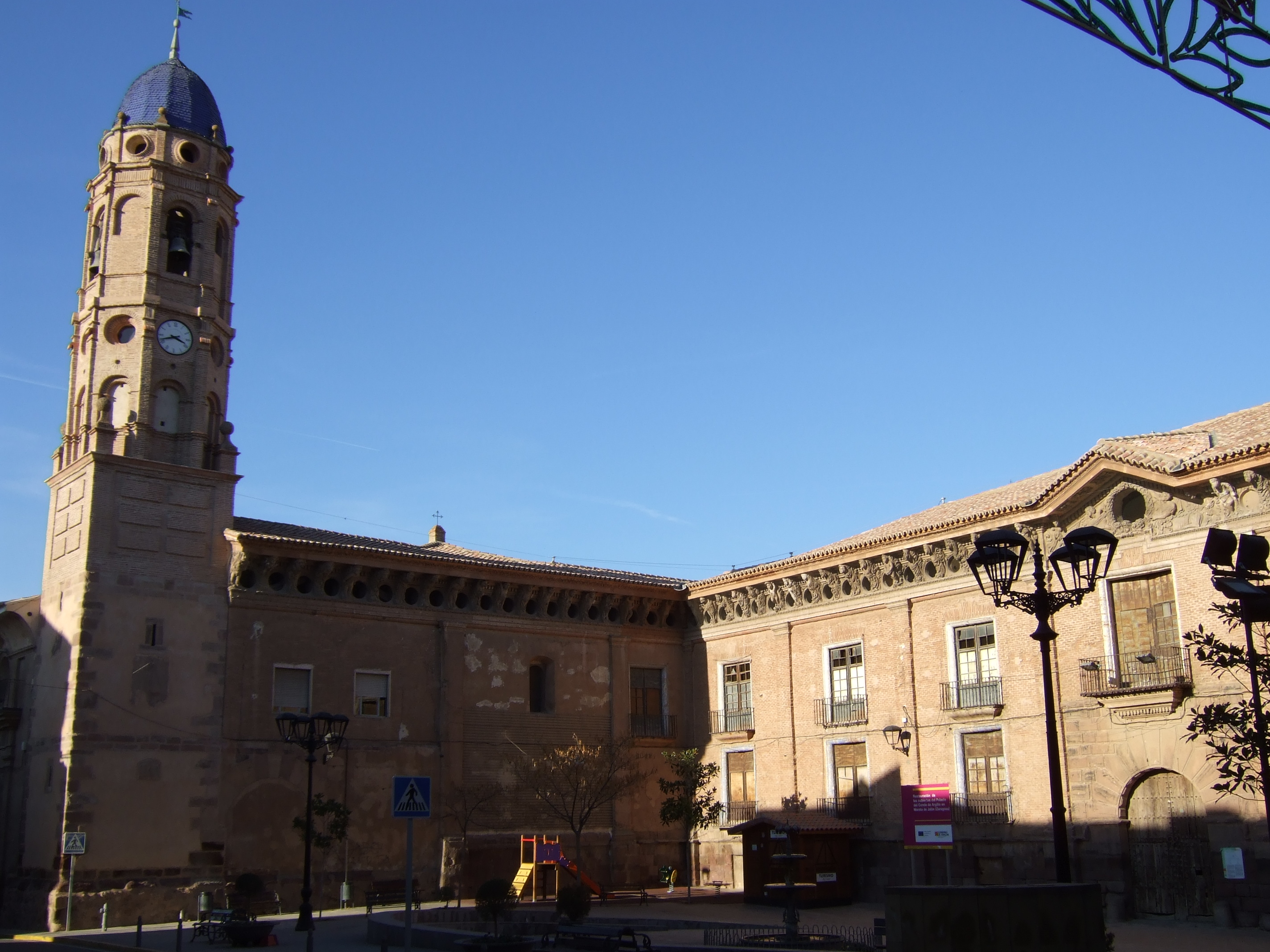
Nhà thờ Saint Anne

Morata de Jalón là một khu tự quản ở tỉnh Zaragoza, Aragon, Tây Ban Nha. Theo điều tra dân số năm 2009 của Viện thống kê quốc gia Tây Ban Nha (INE), khu tự quản này có dân số 1360 người.